# Hans W. Kopp
Pour les articles homonymes, voir Kopp.
Hans Werner Kopp, dit Hans W. Kopp, né le 12 juin 1931 à Lucerne et mort le 28 janvier 2009 à Zurich, est un avocat, expert des médias et présentateur de télévision Suisse. En 1988, son épouse Elisabeth Kopp, alors conseillère fédérale depuis 1984, le prévient qu'il est impliqué dans une enquête de blanchiment d'argent. Le scandale la pousse à démissionner, le couple est poursuivi pour fraude et Hans W. Kopp perd l'autorisation d'exercer le métier d'avocat en 1997.

## Biographie

### Études et avocature
Hans W. Kopp naît le 12 juin 1931 à Lucerne. Il étudie la jurisprudence à l'université de Zurich et à celle du Michigan. En 1957, il est titulaire d'un doctorat summa cum laude. Anticommuniste dans un contexte de guerre froide, il fréquente l'organisation 14/39 (dont faisait partie Niklaus Meienberg) ; il fut président de l'organisation anticommuniste Schweizerischer Aufklärungsdienst (SAD) de 1963 à 1973.
En 1959, il rencontre la juriste et future conseillère fédérale Suisse, Elisabeth Iklé, dans un train pour l'aéroport de Zurich, qu'il épouse en 1960. À partir des années 1960, il ouvrit son cabinet d'avocat d'affaires à Zurich, dans le domaine économique. De 1966 à 1980, il est chargé de cours à l'université de Zurich. Il préside la Commission fédérale des médias suisses et gravit les échelons de la hiérarchie militaire suisse, et ses méthodes de fesser ses soldats ainsi que ses secrétaires lui valent une suspension de plaider pour six mois.

### Affaire Kopp
Hans W. Kopp encourage sa femme à être candidate de la municipalité de Zumikon, qui sera ensuite conseillère fédérale en 1984 sous l'étiquette du PRD. Impliqué dans la société zurichoise Shakarchi Trading AG, dont il était vice-président, et il était soupçonné de blanchir des fonds de la drogue. Il démissionne le 27 octobre 1988, jour où sa femme l'informe qu'une enquête est en cours, sous prétexte d'une surcharge de travail ; celle-ci avoue le 9 décembre 1988 au Conseil fédéral avoir averti son mari et elle démissionnera le 12 janvier 1989. Il perdra ses brevets d'avocats en 1991 et l'autorisation d'exercer en 1997, sa réputation, et le couple est poursuivi pour fraude. 
Hans W. Kopp sera condamné en 1991 à une peine d'un an de prison avec sursis pour escroquerie et faux, dans la faillite de la société Trans-KB qu'il présidait. 

### Fin de vie
Depuis son mariage, Kopp vit avec son épouse à Zumikon. Il meurt le 28 janvier 2009 à Zurich.

## Activité littéraire
Kopp a écrit des poèmes qui ont été publiés dans plusieurs livres. Un livre de poésie illustré par Hans Erni est paru en 1986. En 2009, une publication posthume bilingue de son livre de poésie Die Schöpfung en allemand avec la traduction française d'Oskar Freysinger.